# Rosa Hagenauer

Porträtt av Anna Maria Mozart (1720-88), omkring 1775

Maria Rosa Hagenauer, född Barducci omkring 1744, död 18 juni 1786 i Wien, var en italiensk-österrikisk porträttmålare.
Rosa Hagenauer var dotter till miniatyrmålararen Giuseppe de Barducci, som kom från Augsburg, men hade sina rötter i Italien. Hon gifte sig i november 1764 med arkitekten och skulptören Johann Baptist Hagenauer (1732-1810) från Salzburg. Familjen bodde  till en början i Salzburg, där Johann Baptist Hagenauers kusin, kryddgrossisten Johann Lorenz Hagenauer (1712-1792), var en av Leopold Mozarts närmaste vänner samt dennes hyresvärd i W.A. Mozarts födelsehus från 1747 och också Leopold Mozarts finansielle rådgivare.
Rosa Hagenauer stod modell för sin man, bland annat för Mariastatyn på Domplatz i Salzburg och för statyer i Nymphenburgs slottspark och i Schönbrunns slottspark i Wien. Hon var också konstnär i egen person, mest känd för sitt porträtt av Anna Maria Mozart, mor till Wolfgang Amadeus Mozart. Det är också känt att hon på Leopold Mozarts uppdrag målade Leopords vän Franz Joseph Niderl von Aichegg (1719-1773) porträtt i samband med dennes död 1773. Hon gjorde också porträtt av fursten och ärkebiskopen Sigismund Schrattenbach och sin svåger Johann Lorenz Hagenauer. 
Familjen flyttade 1771 till Wien efter det att fadern brutit med Salzburgs nytillträdde furste och ärkebiskop från adelssläkten Colloredo. 

## Mozartporträttet från Luzern
Skulptöreren Torolf Engström upptäckte sommaren 1978 ett osignerat porträtt på en auktionsfirma i Luzern, som han identifierade som ett porträtt av Wolfgang Amadeus Mozart och inköpte. Det avbildade en ung man som skelade, men som i övrigt hade drag som i många porträtt av Mozart. Han försökte utan framgång intressera experterna på Internationale Stiftung Mozarteum i Salzburg i Österrike för tavlan. Äktheten hos porträttet, som kan vara målat av Rosa Hagenauer, har diskuterats av olika experter och porträttet används i vissa publikationer, men det har inte accepterats av Mozarteum såsom tongivande institution för Mozartstudier.